# Neptis ananta
Neptis ananta är en fjärilsart som beskrevs av Moore 1857. Neptis ananta ingår i släktet Neptis och familjen praktfjärilar. Inga underarter finns listade i Catalogue of Life.